# Місія нездійсненна
«Місія нездійсненна» — американська мультимедійна франшиза, заснована на вигаданому секретному шпигунському агентстві, відомому як «Сила нездійсненних місій» (IMF). Телесеріал 1966 року тривав сім сезонів і був відроджений у 1988 році на два сезони. Це надихнуло на створення серії фільмів за участю Тома Круза, починаючи з 1996 року. До 2011 року франшиза принесла понад 4 мільярди доларів доходу, що зробило її однією з найкасовіших медіафраншиз усіх часів.
Станом на 2025 рік, останнім медіафайлом франшизи був ігровий шпигунський фільм «Місія неможлива: Фінальна розплата», прем'єра якого відбулася в Токіо 5 травня 2025 року, а міжнародний прокат — 23 числа того ж місяця.

## Медіа

### Телесеріали
| Назва                                 | Дата випуску | Сезони | Епізоди     | Примітка(и) |
| ------------------------------------- | ------------ | ------ | ----------- | ----------- |
| Місія нездійсненна (телесеріал, 1966) | 1966–1973    | 7      | 171 епізод  |             |
| Місія нездійсненна (телесеріал, 1988) | 1988–1990    | 2      | 35 епізодів |             |

### Фільми
| Назва                              | Дата випуску   | Примітка(и)                                |
| ---------------------------------- | -------------- | ------------------------------------------ |
| Mission: Impossible vs. the Mob    | 1967           | Випущено в кінотеатрах Європи та Австралії |
| Місія нездійсненна (фільм)         | 22 травня 1996 | Частина серії фільмів «Місія нездійсненна» |
| Місія нездійсненна 2               | 24 травня 2000 | Частина серії фільмів «Місія нездійсненна» |
| Місія нездійсненна 3               | 5 травня 2006  | Частина серії фільмів «Місія нездійсненна» |
| Місія неможлива: Протокол «Фантом» | 16 грудня 2011 | Частина серії фільмів «Місія нездійсненна» |
| Місія неможлива: Нація ізгоїв      | 31 липня 2015  | Частина серії фільмів «Місія нездійсненна» |
| Місія неможлива: Фолаут            | 27 липня 2018  | Частина серії фільмів «Місія нездійсненна» |
| Місія неможлива: Розплата          | 12 липня 2023  | Частина серії фільмів «Місія нездійсненна» |
| Місія неможлива: Фінальна розплата | 23 травня 2025 | Частина серії фільмів «Місія нездійсненна» |

### Саундтреки
| Назва                                                     | Дата випуску   | Примітка(и) |
| --------------------------------------------------------- | -------------- | ----------- |
| Музика з «Місії нездійсненної»                            | 1967           |             |
| Mission: Impossible (саундтрек)                           | 14 травня 1996 |             |
| Mission: Impossible (музика)                              | 18 червня 1996 |             |
| Music from and Inspired by Mission: Impossible 2          | 9 травня 2000  |             |
| Mission: Impossible 2 (музика)                            | 13 червня 2000 |             |
| Mission: Impossible III (саундтрек)                       | 9 травня 2006  |             |
| Mission: Impossible – Ghost Protocol (саундтрек)          | 13 грудня 2011 |             |
| Mission: Impossible – Rogue Nation (саундтрек)            | 24 липня 2015  |             |
| Mission: Impossible – Fallout (саундтрек)                 | 13 липня 2018  |             |
| Mission: Impossible – Dead Reckoning Part One (саундтрек) | 12 липня 2023  |             |
| Mission: Impossible – The Final Reckoning (саундтрек)     | 23 травня 2025 |             |

### Відеоігри
| Назва                                 | Platform | Дата випуску | Примітка(и)                                    |
| ------------------------------------- | -------- | ------------ | ---------------------------------------------- |
| Mission: Impossible (1990 відеогра)   | NES      | 1990         | Засновано на відродженні телесеріалу 1988 року |
| Mission: Impossible                   | MS-DOS   | 1991         | Засновано на відродженні телесеріалу 1988 року |
| Mission: Impossible (1998 відеогра)   | N64      | 1998         | За мотивами першого фільму.                    |
| Mission: Impossible (1998 відеогра)   | PSX      | 1999         | За мотивами першого фільму.                    |
| Mission: Impossible (2000 відеогра)   | GBC      | 2000         | За мотивами першого фільму.                    |
| Mission: Impossible – Operation Surma | GBA      | 2003         |                                                |
| Mission: Impossible – Operation Surma | Xbox     | 2003         |                                                |
| Mission: Impossible – Operation Surma | PS2      | 2003         |                                                |
| Mission: Impossible – Operation Surma | GC       | 2003         |                                                |
| Mission: Impossible III               | J2ME     | 2006         | Розроблено Gameloft                            |
| Mission: Impossible – Rogue Nation    | iOS      | 2015         | Розроблено Glu Mobile                          |
| Mission: Impossible – Rogue Nation    | Android  | 2015         | Розроблено Glu Mobile                          |

### Книги
| Назва                                         | Дата випуску | Автор                                 | Примітка(и)                          |
| --------------------------------------------- | ------------ | ------------------------------------- | ------------------------------------ |
| Mission: Impossible 1                         | 1967         | Волтер Вейджер (у титрах Джон Тайгер) | Частина серії                        |
| Mission: Impossible 2: Code Name: Judas       | 1968         | Джим Лоуренс (у титрах Макс Вокер)    | Частина серії                        |
| Mission: Impossible 3: Code Name: Rapier      | 1968         | Джим Лоуренс (у титрах Макс Вокер)    | Частина серії                        |
| Mission: Impossible 4: Code Name: Little Ivan | 1969         | Волтер Вейджер (у титрах Джон Тайгер) | Частина серії                        |
| Mission: Impossible: The Priceless Particle   | 1969         | Талмейдж Павелл                       | Частина серії                        |
| Mission: Impossible: The Money Explosion      | 1970         | Талмейдж Павелл                       | Частина серії                        |
| Mission Impossible                            | 1996         | Пітер Барсоккіні                      | Новелізація фільму з Томом Крузом    |
| Mission Impossible: The Aztec Imperative      | 1996         | James Luceno                          | Серіал, пов'язаний із серією фільмів |
| Mission Impossible: Ring of Fire              | 1996         | Том Філбін                            | Серіал, пов'язаний із серією фільмів |
| Mission Impossible: The Doomsday Summit       | 1996         | Том Філбін                            | Серіал, пов'язаний із серією фільмів |

### Комікси
| Назва                               | Дата випуску | Примітка(и)                                         |
| ----------------------------------- | ------------ | --------------------------------------------------- |
| Місія нездійсненна (серія коміксів) | 1967         | Серія з п'яти випусків, видана Dell Comics          |
| Mission: Impossible                 | 1972         | Комікс, опублікований у Countdown/TV Action         |
| Mission: Impossible                 | 1996         | Приквел до фільму 1996 року, виданого Marvel Comics |